# Dara Edit
Dara Edit (Kazincbarcika, 1985. október 20. –) magyar szépségkirálynő, modell.

## Élete
A miskolci Szemere Bertalan Szakközépiskolában érettségizett, színházi táncos szakon. Ezután Cegléden, a PIMI színi tanodában folytatta tanulmányait. Kecskeméten a Katona József Színházban sikerült elhelyezkednie: táncos és háttérszínészként. Két Németországban és Hollandiában bemutatott Coca-Cola és Heineken reklámfilmben látható. Kiemelt szerepet a 2009-es Gyár fesztivál hivatalos reklámfilmjében kapott. Korábban a DVTK VIP részlegén dolgozott.
2013. augusztus 24-én a szerencsi csokifesztivál keretében rendezték meg a Miss Alpok Adria és Borsod-Abaúj-Zemplén Megye Szépe versenyt, amit Dara Edit nyert meg, ezzel bejutott az országos döntőbe.
A Miss Tourism Planet 2013 nemzetközi szépségversenyen Miss Hungary címet érdemelte ki, meghívottként képviselhette Magyarországot a 2013-as világdöntőn. Görögországban bejutott a legszebb nyolc hölgy közé, és megnyerte a Miss Bikini címet.
2013. október 7-től a Mayo Chix nemzetközi ruhamárka modellje.
2014. március 1-jén a tarcali Andrássy kúriában került megrendezésre a Miss Alpok Adria Szépségverseny országos döntője. Az est végén a dobogó legfelső fokára a Borsod-Abaúj-Zemplén megyét képviselő kazincbarcikai Dara Edit állhatott.

## Színházi szerepei
- 2006-ban a Kecskeméti Katona József Színházban táncos és színész (a Laura című zenés játékban és a sHÓwKIRÁLYNŐ musicalben lépett fel).

## Díjai
- 2007-ben a Barcika Szépe versenyen döntős, különdíjas.[4]
- 2009-ben a The Pearl Of Borsod szépség- és modellversenyen Miss Kazincbarcika címet kapta.[5]
- 2010-ben megnyerte a Miss Írisz országos döntőjét, amelyen előzetesen az Emese Bál Szépe lett.[6]
- A Miss Hungary Nemzeti Szépségverseny legszebb 20 lánya közé jutott 2010-ben (felnőtt kategóriában).[7]
- 2011-ben a Miss Alpok Adria Nemzetközi Szépségverseny Borsod-Abaúj-Zemplén Megyei döntőjén az I. udvarhölgy lett (2. helyezés).[8]
- 2013-ban a Miss Tourism Planet Világversenyen Magyarországot képviselve a Miss Bikini választás nyertese volt.[9]
- 2013-ban a Miss Alpok Adria Nemzetközi Szépségverseny Borsod-Abaúj-Zemplén Megyei döntőjén újra szerencsét próbált, ahonnan szintén sikerült elhoznia a koronát, ez évben első helyen végzett.[10]
- 2014-ben a Miss Alpok Adria Szépségverseny országos döntőjének győztese.[11]

## Fotómodell
- 2009-ben a P7 Magazinban jelent meg fotója.
- 2010-ben a kazincbarcikai Képes Mozaik címlapján szerepelt.[12]
- 2012-ben a DVTK hivatalos naptárban ő volt Miss Március.